# Kazimierz Bryniarski
Kazimierz Władysław Bryniarski (ur. 11 października 1934 w Nowym Targu, zm. 27 kwietnia 2011 w Krynicy-Zdroju) – polski hokeista, olimpijczyk, trener hokejowy. 

## Kariera
Grał na pozycji środkowego napastnika. Przez cała karierę występował w Podhalu Nowy Targ (1947–1967). Zdobywca mistrzostwa Polski w 1966 oraz tytułu króla strzelców w 1958 i 1961. W polskiej lidze zagrał w 217 meczach strzelając 237 bramek. W reprezentacji Polski wystąpił 44 razy, zdobywając 8 goli. Uczestniczył w olimpiadzie w Cortina d’Ampezzo 1956 oraz pięciu turniejach o mistrzostwo świata - 1955, 1957, 1958, 1959, 1961. Przez trzy lata grał z wybitym obojczykiem (w razie potrzeby sam go nastawiał).
Po zakończeniu kariery zawodniczej ukończył kurs trenerski w Wyższej Szkole Wychowania Fizycznego w Krakowie
W latach 1967–1970 trener Podhala z którym zdobył mistrzostwo Polski w 1969 roku, następnie trener KTH Krynica (1971–1976 i 1979) oraz Stali Sanok (1976–1979, od października 1976 pełnił funkcję trenera zespołu juniorskiego Stali i koordynatora grup młodzieżowych, a od listopada w trakcie sezonu 1976/1977 zastąpił Tadeusza Bujara).
Po zakończeniu kariery był sędzią funkcyjnym.
W 2004 został odznaczony Złotym Krzyżem Zasługi za zasługi w działalności na rzecz rozwoju sportu.